# Сборная Омана по крикету
Сборная Омана по крикету — национальная сборная, представляющая Оман на международных соревнованиях по крикету. Контролируется Советом крикета Омана, который стал аффилированным членом Международного совета крикета в 2000 году, а в 2014 году обрёл статус ассоциированного. Сборная выступает в матчах формата Twenty20 и List A. Подавляющую часть игроков сборной Омана составляют натурализованные индийцы и пакистанцы, а также их потомки. В оманском крикете из 780 зарегистрированных игроков национального чемпионата только 100 человек (около 13%) — этнические арабы. Это отразилось и на составе сборной Омана: несколько арабов, однако, выступают как на клубном уровне, так и за сборную Омана с целью популяризации этой игры.
Команда дебютировала впервые на ACC Trophy 2002 года, начав с тех пор выступать в большинстве соревнований Азиатского крикетного совета, не носящих статус тестовых. В 2004 году она заняла 2-е место на ACC Trophy, а также дважды выиграла Кубок Азии Twenty20. Дважды Оман участвовал в квалификациях к чемпионату мира, выходя в финальный этап, но ни разу не выйдя на турнир. В 2005 году на ICC Трофи команда заняла 9-е место, в 2009 году — 11-е. В 2012 году в квалификации к чемпионату мира Twenty20 Оман занял 15-е место, а в июле 2015 года победил сборную Намибии, квалифицировавшись на чемпионат мира 2016 года в формате Twenty20 в Индии.

## История

### Начало
Оман вошёл в Международный совет крикета в 2000 году, а в 2002 году дебютировал на ACC Трофи, не пройдя дальше первого раунда и победив только Катар. В 2004 году команда вышла в финал ACC Трофи, проиграв там сборной ОАЭ и благодаря этому попав на ICC Трофи 2005 (финальный этап квалификации к чемпионату мира 2007 года) и Кубок Азии 2006 года. В 2004 году Оман выиграл Кубок Ближнего Востока, разыграв ничью против Бахрейна и победив за счёт победы на групповом этапе. В Премьер-Лиге ACC 2014 года в Малайзии команда Омана заняла 4-е место с тремя победами.

### ICC Трофи 2005
Оман в 2005 году стал первым аффилированным членом Международного совета крикета, сыгравшим на ICC Трофи. Команда проиграла все матчи группового этапа, однако победила в плей-офф сборные Уганды и США. В матче с Угандой при счёте 97/7 проявил себя Мохаммад Аслам, который набрал 39 ранов из 181 рана всей сборной; в матче против США, несмотря на рекордные набранные 345/6 ранов американцами в своём иннинге, команда выиграла за счёт усилий Фархана Хана (94* рана). По итогам выступления сборная заняла 9-е место и отправилась во Второй дивизион Мировой лиги крикета 2007 года.
В 2006 году, однако, команда была уже не на пике формы и сошла с дистанции на первом раунде, победив только Мальдив. Кубок Азии в том году не состоялся, как и ODI-матчи против Пакистана и Индии, а ACC Трофи стал квалификацией на турнир: это означало, что место Омана займёт Гонконг.

### 2007—2013
В октябре-ноябре 2007 года Оман выступил на первом Кубке Азии по крикету Twenty20 в Кувейте, сыграв в группе с командами Афганистана, Малайзии, Непала и Катара. Оман вышел в полуфинал, победив сборную Кувейта. В финале игра с Афганистаном завершилась вничью, и организаторы решили не проводить боул-аут, присудив чемпионский титул сразу обеим командам.
В ноябре 2007 года Оман отправился в Намибию, где принял участие в матчах Второго дивизиона Мировой лиги крикета против Дании, Намибии и ОАЭ, а также квалифицировавшихся из Третьего дивизиона сборных Уганды и Аргентины. Оман, выигравший все матчи группового турнира, в решающем матче с ОАЭ потерпел поражение, но как финишировавший в Топ-4 попал в квалификационный турнир 2009 года к чемпионату мира 2011 года.
В январе 2009 года Оман участвовал в Кубке вызова ACC в Чиангмае и уверенно выиграл его, победив в полуфинале Мальдивы, а в финале — Бутан (Таиланд занял 4-е место). В апреле того же года Оман выступил на квалификации к чемпионату мира 2011 года, но занял последнее место в группе и победил Данию по преимуществу в 5 калиток. На Кубке Азии Twenty20 в том же году Оман попал в группу B, победив все пять матчей и проиграв в полуфинале сборной ОАЭ. В матче за 3-е место Оман победил Кувейт, что позволило Оману попасть на Летние Азиатские игры 2010. В 2011 году в Третьем дивизионе Мировой лиги крикета Оман занял 3-е место.

### С 2014 года: ассоциированный член и статус T20I
В июне 2014 года Совет крикета Омана на ежегодной конференции Международного совета крикета в Мельбурне был повышен до ассоциированного члена. Это произошло во время игр Четвёртого дивизиона Мировой лиги крикета, где Оман занял 5-е место и выбыл в Пятый дивизион. Несмотря на неудачное выступление в формате с 50 оверами, Оман победил на следующем Кубке Азии Twenty20 в 2015 году и вышел в отборочный турнир к чемпионату мира, проходивший в Ирландии и Шотландии.
В квалификационном этапе Оман победил Намибию, попал в Топ-6 команд турнира и вышел на чемпионат мира 2016 года, что позволило ему получить как минимум до 2019 года статус команды Twenty20. Дебют в Twenty20 состоялся в матче за 5-е место против Афганистана, а позже состоялись двухдневные серии с Афганистаном, Гонконгом и ОАЭ. В 2016 году Оман выступил на чемпионате мира 2016 года в Индии, где в первом же матче 9 марта в Дхарамшале поверг в шок мир крикета, сенсационно обыграв Ирландию: игра завершилась со счётом 154/5 (20 оверов) — 157/8 (19,4 овера) в пользу сборной Омана. Это была первая победа Омана на подобном турнире. Однако Оман занял 13-е место из 16 команд (4-е место в группе), поскольку матч с Нидерландами был объявлен несостоявшимся (нет результата) из-за начавшегося дождя, а игру против Бангладеш Оман разгромно проиграл со счётом 180/2 (20 оверов) — 65/9 (12 оверов).
В дальнейшем Оман выступил на квалификации к Кубку Азии 2016 года, а в январе 2017 года на Пустынном Челлендже T20, где победил в группе команду Гонконга и дошёл до полуфинала, проиграв Афганистану.

## Выступления

### ICC World Twenty20
- 2012[англ.]: не прошла квалификацию (15-е место из 16 команд[англ.])
- 2014[англ.]: не прошла квалификацию[англ.]
- 2016[англ.]: прошла квалификацию (6-е место из 14 команд[англ.]), 13-е место из 16 команд

### Мировая лига крикета
- 2007 (Дивизион 2)[англ.]: 2-е место (6 команд)
- 2011 (Дивизион 3)[англ.]: 3-е место (6 команд)
- 2013 (Дивизион 3)[англ.]: 5-е место (6 команд) — выбыла в Дивизион 4
- 2014 (Дивизион 4)[англ.]: 5-е место (6 команд) — выбыла в Дивизион 5
- 2016 (Дивизион 5)[англ.]: 2-е место (6 команд) — поднялась в Дивизион 4
- 2016 (Дивизион 4)[англ.]: 2-е место (6 команд) — поднялась в Дивизион 3
- 2017 (Дивизион 3)[англ.]: 1-е место (6 команд) — поднялась в Дивизион 2

### ICC Трофи (квалификация на чемпионат мира)
- 1979[англ.] — 1997[англ.]: не участвовала (не член ICC)
- 2001[англ.]: не участвовала (аффилированный член ICC)
- 2005[англ.]: 9-е место (12 команд)
- 2009[англ.]: 11-е место (12 команд)
- 2014[англ.]: не прошла квалификацию

### ACC Трофи
- 1996—2000: не участвовала, не была членом Азиатского совета крикета
- 2002[англ.]: групповой этап (4-е место в группе A; 5 команд)
- 2004[англ.]: 2-е место (15 команд)
- 2006[англ.]: 11-е место (17 команд)
- 2009[англ.]: 1-е место (8 команд) — поднялась в дивизион Элит
- 2010[англ.]: 6-е место (10 команд)
- 2012[англ.]: 6-е место (10 команд)
- 2014[англ.]: 4-е место (6 команд)
- 2014[англ.]: прошла квалификацию — турнир не состоялся

### Чемпионат Азии Twenty20
- 2007[англ.]: 1-е место (10 команд) вместе с Афганистаном
- 2009[англ.]: 3-е место (12 команд)
- 2011[англ.]: 3-е место (10 команд)
- 2013[англ.]: групповой этап (4-е место в группе B; 5 команд)
- 2015[англ.]: 1-е место (6 команд)

### Азиатские игры
- 2010[англ.]: квалифицировалась, но не участвовала
- 2014[англ.]: не участвовала

### Пустынный Челлендж T20
- 2017[англ.]: 4-е место (8 команд)

## Текущий состав
Игроки, вызванные на матчи квалификации 2015 года к чемпионату мира 2016 года, и участники чемпионата мира 2016 года.
| Имя                 | Возраст         | Рука бьющего | Характеристика боулера       | Номер   | Примечания |
| Капитан             | Капитан         | Капитан      | Капитан                      | Капитан | Капитан    |
| ------------------- | --------------- | ------------ | ---------------------------- | ------- | ---------- |
| Аджай Лалчета       | 22 октября 1983 | Левая        | Медленный левша, традиционно | 77      |            |
| Вице-капитан        |                 |              |                              |         |            |
| Джатиндер Сингх     | 3 марта 1989    | Правая       | Правша, согнутая рука        | 10      |            |
| Бэтсмены            |                 |              |                              |         |            |
| Амир Халим          | 20 октября 1981 | Левая        | Медленный левша, традиционно | 13      |            |
| Амер Али            | 24 октября 1978 | Правая       | Правша, согнутая рука        | 22      |            |
| Арун Пулоуз         | 22 июля 1986    | Правая       | Среднескоростной правша      |         |            |
| Ваибхав Ватегаонкар | 30 августа 1982 | Левая        | нет данных                   |         |            |
| Хавар Али           | 20 декабря 1985 | Правая       | Правша, согнутая нога        | 68      |            |
| Уикет-кипер         |                 |              |                              |         |            |
| Свапнил Хадье       | нет данных      | Правая       | нет данных                   |         |            |
| Олл-раундер         |                 |              |                              |         |            |
| Мехран Хан          | 13 апреля 1987  | Правая       | нет данных                   |         |            |
| Раджешкумар Ранпура | 17 июля 1983    | Левая        | Среднескоростной правша      |         |            |
| Зишан Максуд        | 24 октября 1987 | Левая        | Медленный левша, традиционно | 12      |            |
| Зишан Сиддики       | 22 июля 1979    | Правая       | Правша, согнутая нога        |         |            |
| Скоростные боулеры  |                 |              |                              |         |            |
| Мунис Ансари        | 1 апреля 1984   | Правая       | Среднескоростной правша      | 37      |            |
| Мохаммад Надим      | 4 сентября 1982 | Правая       | Среднескоростной правша      |         |            |
| Суфьян Мехмуд       | 21 октября 1991 | Левая        | Среднескоростной правша      |         |            |
| Юсуф Махмуд         | 28 марта 1990   | Правая       | Среднескоростной правша      |         |            |

## Тренерский штаб
- Директор по развитию крикета:  Далип Мендис[англ.][12]
- Тренер:  Сайед Джамиль Заидил
- Главный тренер:  Далип Мендис[англ.]
- Помощник тренера:  Мажер Салим Хан
- Тренер бэтсменов: нет
- Тренер боулеров:  Румеш Ратнаяке[англ.]
- Тренер спин-боулеров: нет
- Тренер в поле:  Виджай Бхарадвай[англ.]
- Тренер по психологической подготовке: нет
- Тренер по физической подготовке:  Нагендра Прасад
- Главный врач:  Джаганатан Премнат
- Массажист: нет
- Видеоаналитик: нет

## Рекорды сборной
Международные матчи Омана
По состоянию на 20 января 2017
| Результаты              |       |        |           |                |                                   |              |
| Формат                  | Матчи | Победы | Поражения | Ничьи по очкам | Ничьи по времени / без результата | Первый матч  |
| Twenty20 Internationals | 17    | 5      | 11        | 0              | 1                                 | 25 июля 2015 |

### Twenty20 International
- Рекорд сборной по очкам: 180/5 (20 оверов) против Гонконга, квалификация на Кубок Азии 2016[14]
- Рекорд игрока: 54 оффа, 27 мячей, Аднан Ильяс[англ.] против Афганистан, 2016[15]
- Лучшие боулеры в иннинге: 4/20 (3,5 овера), Биляль Хан[англ.] против Гонконга, турне сборной Омана по ОАЭ, серия игр 2015—2016[16]

Рекорды по ранам в T20I
| Игрок           | Раны | В среднем за игру | Карьера |
| --------------- | ---- | ----------------- | ------- |
| Зишан Максуд    | 368  | 24.53             | 2015–   |
| Аднан Ильяс     | 258  | 23.45             | 2015–   |
| Хавар Али       | 214  | 16.46             | 2015-   |
| Джатиндер Сингх | 200  | 18.18             | 2015–   |
| Амир Халим      | 161  | 20.12             | 2015–   |

Рекорды по калиткам в T20I
| Игрок        | Калитки | В среднем за игру | Карьера |
| ------------ | ------- | ----------------- | ------- |
| Биляль Хан   | 21      | 19.04             | 2015–   |
| Зишан Максуд | 10      | 26.60             | 2015–   |
| Мехран Хан   | 9       | 21.88             | 2015–   |
| Хавар Али    | 8       | 30.62             | 2015–   |
| Мунис Ансари | 8       | 41.75             | 2015–   |

Выступления в Twenty20 против сборных
Статистика по состоянию на 20 января 2017, T20I #586.
| Противник               | Игры | Победы | Поражения | Ничьи | Без результата | Первый матч    | Первая победа  |
| ----------------------- | ---- | ------ | --------- | ----- | -------------- | -------------- | -------------- |
| против тестовых сборных |      |        |           |       |                |                |                |
| Афганистан              | 5    | 0      | 5         | 0     | 0              | 25 июля 2015   |                |
| Бангладеш               | 1    | 0      | 1         | 0     | 0              | 13 марта 2016  |                |
| Ирландия                | 1    | 1      | 0         | 0     | 0              | 9 марта 2016   | 9 марта 2016   |
| против других сборных   |      |        |           |       |                |                |                |
| Гонконг                 | 5    | 4      | 1         | 0     | 0              | 21 ноября 2015 | 21 ноября 2015 |
| Нидерланды              | 2    | 0      | 1         | 0     | 1              | 11 марта 2016  |                |
| Шотландия               | 1    | 0      | 1         | 0     | 0              | 19 января 2017 |                |
| ОАЭ                     | 2    | 0      | 2         | 0     | 0              | 22 ноября 2015 |                |